# Calanthe mcgregorii
Calanthe mcgregorii là một loài thực vật có hoa trong họ Lan. Loài này được Ames mô tả khoa học đầu tiên năm 1907.